# باشگاه ورزشی الحاله
باشگاه ورزشی الحالة در بحرین یکی از باشگاه های دسته اول در لیگ برتر بحرین است. باشگاه الحالة در ایالت محرق توسط ادغام شدن باشگاه الحالة قدیمی و باشگاه الجزیره که در سال ۱۹۵۲ با نام باشگاه الشتیرک تاسیس شد. باشگاه الحالة در سال ۱۹۵۵ در همان منطقه، در جنوب محرق تاسیس شد. سپس در سال ۱۹۵۸ توسط انجمن باشگاه نام به الحالة تغییر یافت. این دو باشگاه همگام با نام باشگاه الحالة ادغام شدند که از روی نام منطقه  حاله بو ماهر قرار داده شده است.